# Pierre de Lancre
Pierre de Lancre (geb. 1553; gest. 1631) war ein französischer Jurist und Hexentheoretiker, der für einige Monate als Hexenjäger im französischen Baskenland, dem Labourd, aktiv war, im äußersten Südwesten seines Landes, angrenzend an Spanien und Navarra. Er ist Autor des Tableau de l’inconstance des mauvais anges et démons (Beschreibung der Unbeständigkeit der bösen Engel und Dämonen), eines vielbeachteten Werkes über die Hexenverfolgung, das 1612 erschien.

## Leben und Wirken
Pierre de Lancre wurde 1553 geboren. Er wurde von Jesuitenlehrern in Toulouse und Turin erzogen und besuchte dann das jesuitische Collège de Clermont, wo er vermutlich die berühmten Vorlesungen des Paters Juan Maldonado über Dämonen und die Unsterblichkeit der Seele hörte.

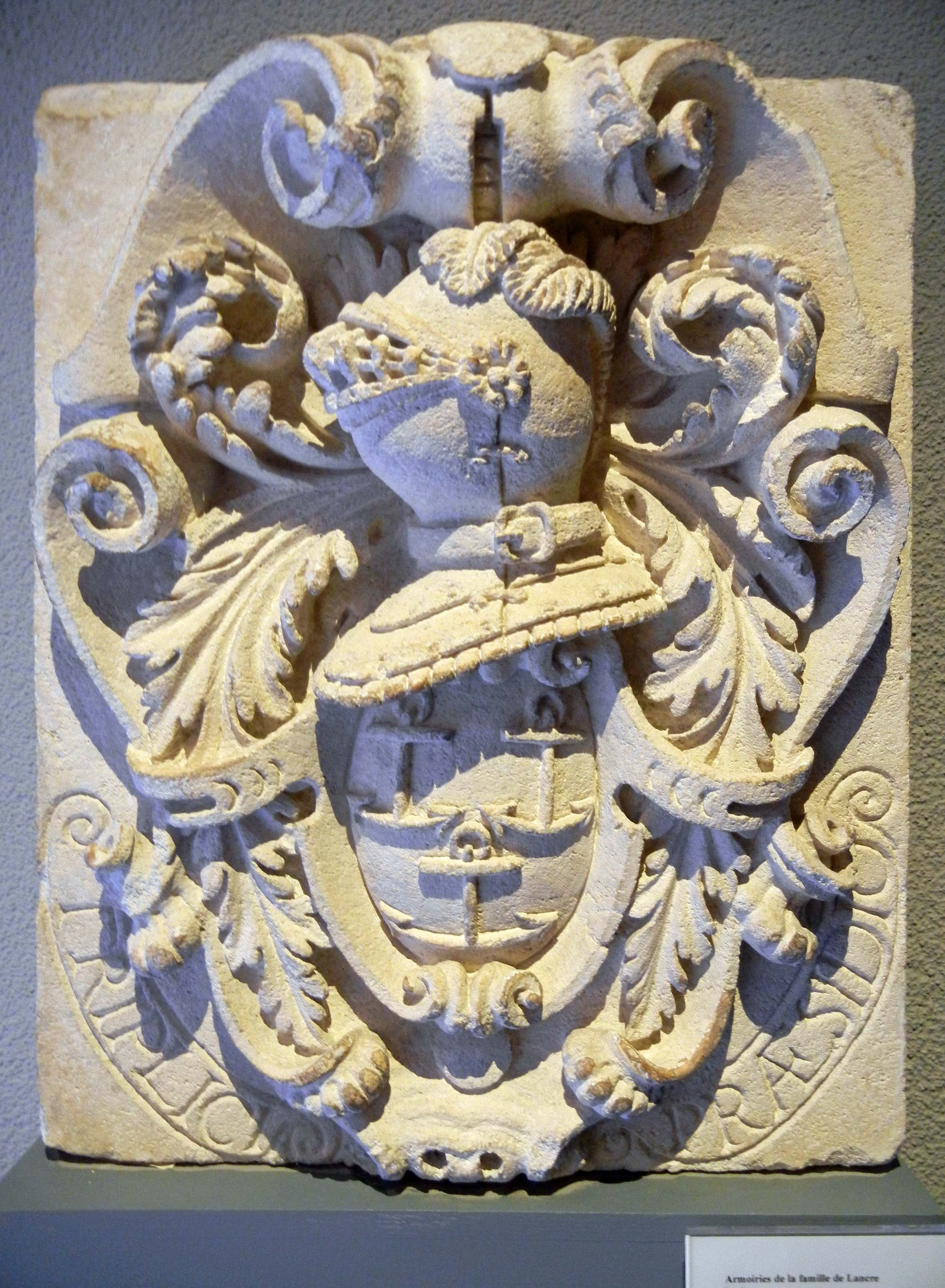
Bordeaux, Musée d'Aquitaine, Wappen der Familie de Lancre (17. Jhd.)

Nachdem er 1579 promoviert hatte, schlug er in Bordeaux die Laufbahn eines Anwalts ein. Um 1582 trat er als Magistrat dem Parlement von Bordeaux (Parlement de Bordeaux) bei. 1588  heiratete  er die  Großnichte Montaignes, Jehanne de Mons. Von 1599 bis 1600 bereiste de Lancre Italien. Er sprach fließend italienisch und begleitete den Fürsten Pietro de' Medici während dessen Besuchs in Bordeaux.
Nachdem führende Persönlichkeiten der Region (Tristan d’Urtubie und Jean de Caupenne) den französischen König Heinrichs IV. ersucht hatte, sollte sich de Lancre im Baskenland in dessen Auftrag um das Hexenwesen kümmern. Zu seinem Hauptquartier wurde 1609 das Schloss von Saint-Pée-sur-Nivelle. De Lancre soll für die Verbrennung von bis zu achtzig Menschen verantwortlich gewesen sein.
De Lancre ist Verfasser eines bekannten Werkes über die Hexenverfolgung, das 1612 erschien, mit dem Titel Tableau de l'inconstance des mauvais anges et démons (Beschreibung der Unbeständigkeit der bösen Engel und Dämonen), worin er seine Erfahrungen schildert. Es wurde in verkürzter Version auch ins Deutsche übersetzt. Das Werk liefert einen ausführlichen Bericht über den Hexensabbat. Als ein Ethnograph seiner Zeit liefert de Lancre eine fachmännische und sorgfältige Berichterstattung über Leben und Kultur der Basken und ihren angeblichen ungezwungenen Umgang mit dem Satan und „bösen Engeln“.
Die Autorin Gerhild Scholz Williams fasst die Tätigkeit de Lancres folgendermaßen zusammen:

“De Lancre’s stance in all his treatises on witchcraft, though it may seem extreme to us today, was shared by many of his educated contemporaries. He was convinced of women’s inclination toward evil and the reality of witch-craft, embracing the ‘realist’ view initiated by Heinrich Kramer in the Malleus Maleficarum (1487) and shared by other prominent demonologists such as Jean Bodin and Martin del Rio: the belief that witches, male or female, are real and that they fly to the sabbath, adore satan, engage in unnatural sex, and plan the evil deeds (maleficia) that they will perpetrate when they return to their homes. De Lancre knew the classics of the science of demonology well and – like Kramer, Bodin and Del Rio – was convinced that a stern judicial approach to what he believed to be a veritable witch infestation of France was primary in any attempt to control the practise of satanic magic.”

„De Lancre's Haltung in all seinen Abhandlungen über Hexerei wurde – obwohl es heute für uns  extrem erscheinen mag – von vielen seiner gebildeten Zeitgenossen geteilt. Er war von der Neigung der Frauen zum Bösen und der Wirklichkeit des Hexenhandwerks überzeugt, unter der Annahme der von Heinrich Kramer im Malleus Maleficarum (1487) initiierten "realistischen" Auffassung, und wurde von anderen prominenten Dämonologen, wie Jean Bodin und Martin del Rio, geteilt: der Glaube, dass Hexen – männlich oder weiblich – real seien, und dass sie zum Sabbat flögen, Satan anbeteten, unnatürlichen Geschlechtsverkehr ausübten und böse Taten (maleficia) planten, die sie verbrächten, wenn sie in ihre Heimat zurückkehrten. De Lancre kannte die Klassiker der Dämonologie gut und war – wie Kramer, Bodin und Del Rio – überzeugt davon, dass eine strenge gerichtliche Herangehensweise an das, was er für einen wahren Hexenbefall Frankreichs hielt, vorrangig sei bei einem jeden Versuch, die Praktiken der satanischen Magie zu kontrollieren.“

## Werke
- Tableau de l'inconstance et instabilité de toutes choses (1607)

- Tableau de l'inconstance des mauvais anges et démons (1612) Digitalisat

moderne französische Ausgabe: Tableau de l'inconstance des mauvais anges et démons où il est amplement traité des sorciers et de la sorcellerie [1612], hrsg. und ed. von Nicole Jacques-Chaquin. Paris (1982)
deutsch (verkürzt): Pierre de L'Ancre: Wunderbahrliche Geheimnussen der Zauberey. darinn auß der Vhraicht: vnd Bekentnuß vieler vnderscheidlicher Zauberer vnd Zauberinnen die vornembste Stück so bey solchem Teuffelswesen vmbgehen, beschrieben werden. Gezogen auß einem weitleufftigen in Frantzösischer Spraach getrucktem Tractat Herrn Petri de Lancre ... welcher solchen gerichtlichen Processen persöhnlich beygewohnet. Neben etlichen dergleichen Processen, so in Spanien gehalten worden, [s. l.] 1630 Digitalisat
spanisch: Tratado de brujería vasca. Descripción de la inconstancia de los malos ángeles o demonios. 2004. Ed. Txalaparta, ISBN 84-8136-379-0 (Online-Teilansicht, Review)
englisch: (siehe unter Literatur: Gerhild Scholz Williams)
- Incrédulité et mescréance du sortilège plainement convaincue (1622) Digitalisat

- Du sortilège (1627)